# Ixodes caledonicus
Ixodes caledonicus este o specie de căpușe din genul Ixodes, familia Ixodidae, descrisă de Thomas Nuttall în anul 1910. Conform Catalogue of Life specia Ixodes caledonicus nu are subspecii cunoscute.